# Comuna Satu Mare, Suceava
Satu Mare (în germană Grossdorf ) este o comună în județul Suceava, Bucovina, România, formată din satele Satu Mare (reședința) și Țibeni.

## Demografie
Componența etnică a comunei Satu Mare
     Români (88,15%)
     Alte etnii (0,06%)
     Necunoscută (11,79%)
Componența confesională a comunei Satu Mare
     Ortodocși (65,93%)
     Penticostali (17,82%)
     Adventiști (1,58%)
     Martori ai lui Iehova (1,08%)
     Alte religii (1,52%)
     Necunoscută (12,07%)
Conform recensământului efectuat în 2021, populația comunei Satu Mare se ridică la 3.232 de locuitori, în scădere față de recensământul anterior din 2011, când fuseseră înregistrați 3.594 de locuitori. Majoritatea locuitorilor sunt români (88,15%), iar pentru 11,79% nu se cunoaște apartenența etnică. Din punct de vedere confesional, majoritatea locuitorilor sunt ortodocși (65,93%), cu minorități de penticostali (17,82%), adventiști (1,58%) și martori ai lui Iehova (1,08%), iar pentru 12,07% nu se cunoaște apartenența confesională.

## Politică și administrație
Comuna Satu Mare este administrată de un primar și un consiliu local compus din 13 consilieri. Primarul, Toader-Adrian Lavric[*], de la Partidul Social Democrat, este în funcție din octombrie 2020. Începând cu alegerile locale din 2024, consiliul local are următoarea componență pe partide politice:
|  | Partid                                     | Consilieri | Componența Consiliului | Componența Consiliului | Componența Consiliului | Componența Consiliului | Componența Consiliului |
|  | ------------------------------------------ | ---------- | ---------------------- | ---------------------- | ---------------------- | ---------------------- | ---------------------- |
|  | Partidul Social Democrat                   | 5          |                        |                        |                        |                        |                        |
|  | Partidul Național Liberal                  | 4          |                        |                        |                        |                        |                        |
|  | Alianța pentru Unirea Românilor            | 2          |                        |                        |                        |                        |                        |
|  | Partidul Național Țărănesc Maniu-Mihalache | 2          |                        |                        |                        |                        |                        |

## Personalități
- Mircia Gutău (n. 1957), primarul municipiului Râmnicu Vâlcea

## Recensământul din 1930
Componența etnică a comunei Satu Mare
     Români (53,85%)
     Germani (34,9%)
     Evrei (1,93%)
     Maghiari (9,23%)
     Altă etnie (0,09%)
Componența confesională a comunei Satu Mare
     Ortodocși (52,41%)
     Romano-catolici (22,4%)
     Mozaici (1,93%)
     Evanghelici\Luterani (21,25%)
     Altă religie (2,01%)
Conform recensământului efectuat în 1930, populația comunei Satu Mare se ridica la 2781 locuitori. Majoritatea locuitorilor erau români (53,85%), cu o minoritate de germani (34,9%), una de evrei (1,93%) și una de maghiari (9,23%). Alte persoane s-au declarat: ruși (1 persoană) și ruteni (4 persoane). Din punct de vedere confesional, majoritatea locuitorilor erau ortodocși (52,41%), dar existau și romano-catolici (22,4%), mozaici (1,93%) și evanghelici\luterani (21,25%). Alte persoane au declarat: greco-catolici (3 persoane), altă religie (39 de persoane) și fără religie (14 persoane).